# Johann Friedrich Fritsch
Johann Fritsch (* 1635; † 1680 in Frankfurt am Main) war ein deutscher Buchhändler. 
Johann Fritsch übernahm 1675 die ehemalige Schürersche Buchhandlung. Nachdem Fritsch 1680 auf der Frankfurter Buchmesse gestorben war, heiratete sein Angestellter Johann Friedrich Gleditsch die Witwe und führte das Geschäft weiter. Gleditsch führte das Unternehmen, bis er es 1693 an den Stiefsohn Thomas Fritsch (1666–1726) weitergeben konnte.